# リーグレ (列車)

1957年時点のTEE網におけるリーグレ（ミラノ - マルセイユ）

リーグレ(Ligure)はイタリアのミラノとフランスのマルセイユ、アヴィニョンをジェノヴァ、ヴェンティミリア、ニースなどを経由して結んでいた国際列車である。
1957年にTEEとして運行を開始し、1982年からはインターシティ、2004年からはユーロシティとなった。1992年に運行区間はミラノ - ニース間に短縮されている。2008年にリーグレという列車名は消滅し、ミラノ - ニース間のユーロシティも2009年に全廃された。
列車名はイタリアの地名リグーリアの形容詞形、またはリグーリアの住民の意である。フランス語読み（綴りは同じ）で「リギュール」とも呼ばれる。

## 歴史

### TEE
1957年のTEE発足とともに、リーグレはイタリア国鉄の気動車を用いたTEEとしてミラノ - マルセイユ間で運行を開始する予定であった。ところがイタリア国鉄がブレーダ社に発注していた車両の納入が遅れ、6月2日のダイヤ改正に間に合わなかった。このため、運行開始は他のTEEより2ヶ月あまり遅れた8月12日となった。
ダイヤは早朝ミラノを発って昼過ぎにマルセイユに到着、逆向きは夕方マルセイユを発車して深夜にミラノに到着するというものであった。ミラノ - マルセイユ間の所要時間はマルセイユ行が7時間05分、ミラノ行が7時間15分であり、表定速度はマルセイユ行77.5km/h、ミラノ行75.7km/hで、これは1957年に運行を開始したTEEの中では最も遅かった。それでも、リーグレの運行開始以前のミラノ - マルセイユ間の列車は12時間前後を要しており、TEE化により一気に4割以上の時間短縮となった。
リーグレは夏の乗車率が高く、このため1965年からは夏期にミラノ - ニース間で車両が増結されるようになった。翌1966年夏からは、増結分の車両はニース発ミラノ行では本来のリーグレより1時間あまり先行する臨時列車として運転された。これはこの年からイタリアで夏時間が実施されたがフランスでは実施されておらず、定期列車の方のリーグレの時刻はフランスの時間（中央ヨーロッパ時間）に従っていたため、ミラノ着が現地時間の午前1時過ぎになってしまったためである。

1969年のTEE網におけるリーグレ（赤、ミラノ - アヴィニョン）。薄青はTEEカタラン・タルゴ（バルセロナ - ジュネーヴ）

1969年6月1日、バルセロナとジュネーヴをアヴィニョン経由で結ぶTEEカタラン・タルゴが新設されたのと同時に、リーグレはアヴィニョンまで延長された。ジュネーヴ行とバルセロナ行のカタラン・タルゴはアヴィニョン付近ですれ違っており、ミラノ発のリーグレはこれらの前にアヴィニョンに到着し、双方向のカタラン・タルゴが発着した後ミラノ行リーグレが発車するというダイヤが組まれた。これにより北イタリア、コート・ダジュールからスペインへ、およびコート・ダジュールからスイスの二方面への接続が図られた。なおこのときミラノ行リーグレの時刻が約1時間繰り上げられたため、夏期の定期列車と臨時列車の分離は打ち切られ、双方向ともミラノ - ニース間で定期列車に車両を増結する形となった
1972年10月1日、リーグレはイタリア国鉄のTEE用客車を用いた電気機関車牽引の客車列車となった。それまでリーグレに用いられていた気動車は冷房を備えておらず、1960年代から70年代においてはもはやTEEにふさわしくないとされていた。これによりフランス領部分で20分前後所要時間が短縮された。これはアヴィニョンでのカタラン・タルゴとの接続を確実にするための余裕となった。イタリア領部分でのダイヤはあまり変わっていない。
1973年にはイタリア国内のミラノ - ヴェンティミリア間でリーグレと逆パターン（午前ミラノ行、夕方ヴェンティミリア行）のTEEキクヌス(Cycnus)が新設された。この列車は1978年にインターシティに種別を変更している。
1977年1月5日、エズで発生した崖崩れにより、モナコ - ニース間の鉄道が不通となった。このためリーグレはミラノ - ヴェンティミリア間に短縮された。フランス国鉄はアヴィニョン - ニース間をリーグレと同じダイヤで走る臨時列車を運転した。ニース - モナコ間はバスで代行し、モナコ - ヴェンティミリア間も臨時列車で結んだ。バスが遅れた場合、ヴェンティミリアでの接続は保証されなかった。この区間の運行が正常化したのは同年5月22日からである。

### インターシティ・ユーロシティ
1980年頃になると一等専用のTEEの乗車率は低くなっていた。このため、1982年5月23日からリーグレはTEEではなくなり、二等車を連結したインターシティとなった。同時に運行区間はミラノ - マルセイユ間に短縮された。1987年にユーロシティが発足した後も、リーグレはインターシティのままであった。1992年9月27日には運行区間がミラノ - ニース間となった。
2004年12月12日のダイヤ改正でリーグレはようやくユーロシティとなった。ミラノ - ニース間のユーロシティはリーグレを含め3往復（他の二往復はRiviera dei FioriとSanremo）設定され、Treni Riviera（リヴィエラの列車）と総称された。
2008年5月頃にはこの区間のユーロシティは一往復削減され、ミラノ発ニース行のリーグレとニース発ミラノ行サンレーモが廃止された。リーグレはニース発ミラノ行の片道のみとなったが、同年夏にはこの列車はサンレーモと改称され、リーグレという列車名は消滅した。さらに2009年12月13日には同区間のユーロシティがすべて廃止され、ミラノ - ヴェンティミリア間のイタリア国内インターシティと置き換えられた。

### 年表
- 1957年8月12日 : ミラノ - マルセイユ間のTEEとして運行開始。
- 1969年6月1日 : ミラノ - アヴィニョン間に延長。
- 1972年10月1日 : 客車列車化
- 1982年5月23日 : 二等車を含むインターシティとなる。
- 1992年9月27日 : ミラノ - ニース間に短縮。
- 2004年12月12日 : ユーロシティとなる。
- 2009年12月13日 : ミラノ - ニース間のユーロシティ全廃。

## 停車駅一覧
TEE時代のリーグレの停車駅は以下の通り。
| 国       | 駅                                                            | 備考 |
| -------- | ------------------------------------------------------------- | --- |
| イタリア | ミラノ中央駅                                                  | |
| イタリア | ジェノヴァ・ピアッツァ・プリンチペ駅 (Genova Piazza Principe) | |
| イタリア | サヴォーナ駅 (Savona)                                         | |
| イタリア | インペリア・ポルト・マウリツィオ駅 (Imperia Porto Maurizio)   | |
| イタリア | サンレーモ駅 (Sanremo)                                        | |
| イタリア | ヴェンティミリア駅 (Ventimiglia)                              | イタリアとフランスの国境駅。ヴェンティミリア - モナコ間でフランス領を走行するが、この間に停車駅はなかった。 |
| モナコ   | モナコ駅                                                      | 現モナコ・モンテカルロ駅 (Monaco-Monte-Carlo)。1999年に移設されておりTEE時代の駅とは異なる。                |
| フランス | ニース・ヴィル駅                                              | |
| フランス | アンティーブ駅 (Antibes)                                      | |
| フランス | カンヌ駅                                                      | |
| フランス | サン・ラファエル駅 (Saint-Raphaël)                            | |
| フランス | トゥーロン駅 (Toulon)                                         | |
| フランス | マルセイユ・サン・シャルル駅                                  | 1969年以降は方向転換を行なう。                                                                              |
| フランス | アヴィニョン駅                                                | 現アヴィニョン・サントル駅 (Avignon-Centre)。1969年以降延長。                                               |

## 車両・編成

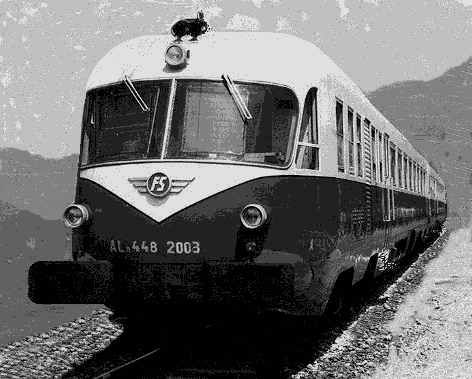
ALn442-448気動車

運行開始時点では、リーグレはイタリア国鉄のALn442-448気動車を用いていた。全一等車の2両編成（増結時は4両編成）である。
1972年10月1日から使用車両はイタリア国鉄のTEE専用客車に変わった。編成は一等コンパートメント車2両、一等開放座席車1両、食堂車1両、荷物車1両で、イタリア国内のミラノ - ヴェンティミリア間ではさらに一等コンパートメント車2両が増結された。
牽引した機関車は、ミラノ - ヴェンティミリア間（直流3000V）ではイタリア国鉄のE.444形(E.444)電気機関車、ヴェンティミリア - マルセイユ間（交流25kV 50Hz）では1978年まではフランス国鉄のBB25500形(BB 25500)、それ以後はBB22200形(BB 22200)機関車が用いられた。また直流1500V電化のマルセイユ - アヴィニョン間は主にCC6500形(CC 6500)が牽引した。
1982年のインターシティ後はイタリア国鉄の一等および二等客車が用いられた。1982年夏時点では、一等車3両、二等車5両、食堂車（旧国際寝台車会社の車両）1両という編成であった。ユーロシティ化後はIntercity plus(IC+)客車に更新された。